# The Ranger's Romance
The Ranger's Romance è un cortometraggio muto del 1914 scritto, diretto e interpretato da Tom Mix.

## Produzione
Il film fu prodotto dalla Selig Polyscope Company.

## Distribuzione
Distribuito dalla General Film Company, il film - un cortometraggio in una bobina - uscì nelle sale cinematografiche statunitensi il 10 novembre 1914.